# Hermann Wolff
Karl Friedrich August Hermann Wolff (22 de junio de 1866 - 21 de abril de 1929) fue un micólogo y botánico alemán.
Efectuó numerosas expediciones botánicas, enfáticamente a Sudamérica.

## Honores

### Eponimia
En su honor se nombró a la especie Neoparrya wolffi de la familia Umbelliferae